# 배성우
배성우(1972년 11월 21일~)는 대한민국의 배우이다.

## 배우 활동
1993년 뮤지컬 〈레미제라블〉을 무대로 배우 생활을 시작, 1999년 뮤지컬 ‘마녀사냥’으로 정식 데뷔했다. 2003년 단편영화 〈출근시간〉으로 스크린에 진출, 이후 2008년 영화 〈미쓰 홍당무〉에서 그동안 다져왔던 연기내공으로 큰 존재감을 발휘해 업계의 주목을 받기 시작한다. 〈김복남 살인사건의 전말〉 (2010), 〈모비딕〉 (2011), 〈의뢰인〉 (2011), 〈카운트다운〉(2011), 〈내가 살인범이다〉 (2012) 등의 작품에서 독특하고 강렬한 인상을 남기며 점점 많은 작품에서 러브콜을 받았다.

## 사건사고

### 음주운전 사건
2020년 11월 SBS 금토드라마 <날아라 개천용> 촬영이 없던 날에 면허취소 수준으로 술을 마신 후 운전대를 잡은 것이 적발되었다는 내용이 2020년 12월 10일에 보도되었다. 경찰은 조만간 그를 소환할 예정인데, 그가 드라마 출연 중이라서 조사일자를 별도로 조율 중이라고 한다. 소속사인 아티스트컴퍼니는 “배성우 역시 진심으로 반성하고 있다”, “변명의 여지가 없다. 죄송하다”라는 입장을 밝혔으며, 한편 SBS는 사실 확인 중이라며 그의 드라마 출연 중단 여부에 대해서는 말을 아꼈다.
이후 12월 12일 뉴스에 의하면 배성우 대신 같은 소속사의 이정재가 구원투수로 나서기로 했다는 뉴스가 올라왔다. 기사에 따라서 자연스럽게 출연을 중단하게 되었다.
12월 21일, 방송사 측에서 낸 공식 입장에 따르면 이정재 대신 역시 같은 소속사의 정우성이 대타로 출연한다고 한다. 출연 분량은 배성우가 기존에 촬영한 16회 이후부터 최종회인 20회까지로 정우성은 배성우가 맡은 배역인 '박삼수'를 그대로 맡는다.
소속사에서 따로 밝힌 입장에 따르면 원래는 이정재가 출연할 계획으로 준비에 들어갔으나, 이미 잡혀 있던 다른 드라마와의 스케줄 조정이 실패하는 바람에 결국 정우성이 대신 투입됐다.
그의 동생 배성재는 2020년 12월 10일 배성재의 TEN에서 그의 소식을 언급하는 팬들의 우려에 착잡한 심경을 드러내며 "뭐라 드릴 말씀이 없다. 가족으로서 사과드립니다. 앞으로 어떤 방송에서도 내 형을 언급하는 일은 없을 것"이라고 밝혔다.
2021년 1월 6일, 검찰은 도로교통법상 음주운전 혐의로 벌금 700만 원에 약식기소했고 그대로 선고를 받았다. 이 음주운전으로 인해 2021년 1월 22일자로 KBS·EBS·MBC 영구 출연정지 대상자 명단에 올랐다.

## 출연 작품

### 영화
| 연도 | 제목                          | 역할                    | 비고                           |
| ---- | ----------------------------- | ----------------------- | ------------------------------ |
| 2003 | 출근 시간                     |                         |                                |
| 2008 | 미쓰 홍당무                   | 피부과 의사             |                                |
| 2010 | 육혈포 강도단                 | 영희 아들               | 우정출연                       |
| 2010 | 김복남 살인사건의 전말        | 철종                    |                                |
| 2011 | 모비딕                        | 맹사장                  |                                |
| 2011 | 의뢰인                        | 박검사                  |                                |
| 2011 | 카운트다운                    | 안박사                  |                                |
| 2011 | 오늘 뭐해?                    | <나그네> 에피소드 K     |                                |
| 2012 | 내가 살인범이다               | 광수                    |                                |
| 2012 | 범죄소년                      | 서울 보호관찰소 주무관  | 단역                           |
| 2012 | 사랑의 묘약                   | 남편 오영석             |                                |
| 2013 | 남자사용설명서                | 진대표                  |                                |
| 2013 | 파파로티                      | 경찬                    |                                |
| 2013 | 공정사회                      | 남편                    |                                |
| 2013 | 마이 라띠마                   | 취업알선 브로커 1       |                                |
| 2013 | 밤의 여왕                     | 보안 팀장               | 특별출연                       |
| 2013 | 집으로 가는 길                | 추과장                  |                                |
| 2013 | 캐치미                        | 박경사                  |                                |
| 2013 | 자네 아내와 여행을 가고 싶네  | 배성우                  |                                |
| 2014 | 몬스터                        | 성문                    |                                |
| 2014 | 보호자                        | 성혁                    |                                |
| 2014 | 인간중독                      | 조학수                  |                                |
| 2014 | 신의 한 수                    | 마작사내                | 특별출연                       |
| 2014 | 나의 사랑 나의 신부           | 달수                    |                                |
| 2014 | 나의 독재자                   | 백사장                  |                                |
| 2014 | 빅매치                        | 도끼                    |                                |
| 2014 | 상의원                        | 제조                    |                                |
| 2015 | 워킹걸                        | 석수범                  |                                |
| 2015 | 베테랑                        | 중고차 매장 업주 강배성 | 천만영화                       |
| 2015 | 뷰티 인사이드                 | 우진 33                 |                                |
| 2015 | 오피스                        | 김병국                  |                                |
| 2015 | 더 폰                         | 도재현                  | 본작의 메인 빌런이자 최종 보스 |
| 2015 | 특종: 량첸살인기              | 오반장                  |                                |
| 2015 | 내부자들                      | 박종팔 사장             |                                |
| 2015 | 열정같은소리하고있네          | 선우                    |                                |
| 2016 | 나를 잊지 말아요              | 오권호                  |                                |
| 2016 | 섬. 사라진 사람들             | 상호                    |                                |
| 2016 | 고백할 수 없는                | 병천                    |                                |
| 2016 | 엽기적인 그녀 2               | 용섭                    |                                |
| 2016 | 사랑하기 때문에               | 안여돈                  |                                |
| 2017 | 더 킹                         | 양동철                  |                                |
| 2017 | 꾼                            | 고석동                  |                                |
| 2018 | 안시성                        | 추수지                  |                                |
| 2019 | 변신                          | 박중수                  |                                |
| 2020 | 지푸라기라도 잡고 싶은 짐승들 | 중만                    |                                |
| 2021 | 여타짜                        | 아버지                  |                                |
| 2023 | 1947 보스톤                   | 남승룡                  |                                |
| 2025 | 말할 수 없는 비밀             | 승호                    |                                |
| 2026 | 범죄도시5                     | 강일열                  | 천만영화                       |
| 미정 | 출장수사                      | 재혁                    |                                |

### 드라마
| 연도 | 방송    | 제목                     | 역할          |
| ---- | ------- | ------------------------ | ------------- |
| 2007 | KBS2    | 한성별곡                 | 강도술        |
| 2008 | KBS1    | 대왕세종                 | 평도전        |
| 2010 | MBC     | 동이                     | 강정혁        |
| 2010 | KBS1    | 전우                     | 특무대 특무관 |
| 2012 | SBS     | 너라서 좋아              | 한제비        |
| 2012 | KBS2    | 드라마 스페셜 - 유리감옥 | 조태석        |
| 2013 | tvN     | 연애조작단; 시라노       | 이민식        |
| 2014 | OCN     | 귀신 보는 형사 처용      | 장철호        |
| 2018 | tvN     | 라이브                   | 오양촌        |
| 2020 | SBS     | 날아라 개천용            | 박삼수        |
| 2024 | Netflix | The 8 Show               | 상국          |
| 2024 | Disney+ | 조명가게                 | 형사          |

### 연극 & 뮤지컬
| 연도 | 제목              | 역할   | 비고 |
| ---- | ----------------- | ------ | ---- |
| 2009 | 영웅을 기다리며   | 이순신 |      |
| 2011 | 트루웨스트        | 리     |      |
| 2011 | 아시안 스위트     |        |      |
| 2012 | 더 복서           |        |      |
| 2013 | 이제는 애처가     |        |      |
| 2013 | 클로저            | 래리   |      |
| 2014 | 가을 반딧불이     |        |      |
| 2016 | 트루웨스트 리턴즈 | 리     |      |
| 2016 | 클로저            | 래리   |      |

## 작품 외 활동

### 광고
| 연도 | 기업명   | 제품명 |
| ---- | -------- | ------ |
| 2016 | 사람인   | 사람인 |
| 2018 | 현대해상 |        |
| 2019 | 젠틀피버 |        |
| 2020 | 종근당   | 벤포벨 |

## 수상 및 후보
| 연도 | 시상식                         | 부문                  | 작품       | 결과 |
| ---- | ------------------------------ | --------------------- | ---------- | ---- |
| 2015 | 제36회 청룡영화상              | 남우조연상            | 오피스     | 후보 |
| 2016 | 제7회 올해의 영화상            | 올해의 발견상         | 오피스     | 수상 |
| 2016 | 제11회 맥스무비 최고의 영화상  | 최고의 남자조연배우상 | 오피스     | 후보 |
| 2016 | 제21회 춘사영화상              | 남우조연상            | 오피스     | 후보 |
| 2016 | 제52회 백상예술대상            | 영화부문 남자 조연상  | 오피스     | 후보 |
| 2017 | 제22회 춘사영화상              | 남우조연상            | 더 킹      | 후보 |
| 2017 | 제53회 백상예술대상            | 영화부문 남자 조연상  | 더 킹      | 후보 |
| 2017 | 제54회 대종상 영화제           | 남우조연상            | 더 킹      | 수상 |
| 2017 | 제1회 더 서울어워즈            | 영화부문 남우조연상   | 더 킹      | 후보 |
| 2017 | 제38회 청룡영화상              | 남우조연상            | 더 킹      | 후보 |
| 2018 | 제6회 아시아태평양 스타 어워즈 | 남자 연기상           | 라이브     | 후보 |
| 2018 | 제2회 더 서울어워즈            | 영화부문 남우조연상   | 꾼, 안시성 | 후보 |
| 2018 | 제5회 한국영화제작가협회상     | 남우조연상            | 안시성     | 수상 |
| 2019 | 제55회 백상예술대상            | TV부문 남자 조연상    | 라이브     | 후보 |